# Gersem

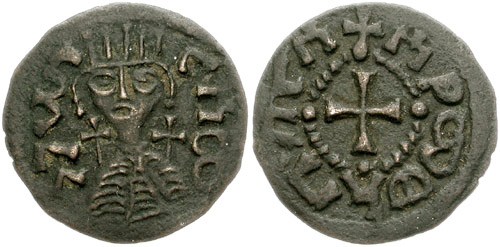
Bronzemünze des Gersem

Gersem war ein christlicher König des Aksumitischen Reiches in Afrika, der Ende des sechsten Jahrhunderts regierte. Bekannt ist er lediglich von seinen Münzen, wobei entweder er, oder Armah der letzte Herrscher war, der überhaupt Münzen prägen ließ. Da von Armah keine Goldprägungen erhalten sind, war dieser vielleicht der spätere dieser beiden Herrscher. Die Münzen zeigen den Herrscher sowohl im Profil als auch in der Frontalen.